# Silvia Fenz
Silvia Fenz (* 6. August 1940 in Wien; † 25. Juni 2016 ebenda) war eine österreichische Film- und Theaterschauspielerin.

## Leben
Fenz besuchte die Tanzakademie Wien und erhielt ihre Schauspielausbildung am Max Reinhardt Seminar in Wien. Ihr erstes Engagement bekam sie am Landestheater Tübingen, es folgten das Theater Oberhausen, das Volkstheater Wien und die Luisenburg-Festspiele in Wunsiedel.
Ihre Film- und Fernsehkarriere begann Fenz 1964 in einer Fernsehadaption von Shakespeares Komödie Ein Sommernachtstraum. Zuletzt war sie in der ORF-Serie Janus zu sehen.

## Theaterengagements (Auswahl)
- 1964–1969 Volkstheater Wien (Inszenierungen mit Gustav Manker)
- 1969–1980: Thalia Theater, Hamburg (unter anderem in Das Haus der Temperamente, 1969)
- 1980–1985: Schauspiel Köln
- 1985–1987: Thalia Theater, Hamburg
- 1992–1997: Wiener Schauspielhaus
- 1998–2005: Theater Basel
- 2005–2007: Volkstheater Wien

## Filmografie (Auswahl)
- 1968: Ein Mann namens Harry Brent, Regie: Peter Beauvais
- 1986: Stammheim, Regie: Reinhard Hauff
- 1989: Der siebente Kontinent, Regie: Michael Haneke
- 1992: Muttertag, Regie: Harald Sicheritz
- 1992–1999: Kaisermühlen Blues
- 1995: Freispiel, Regie: Harald Sicheritz
- 1997: Blutrausch, Regie: Thomas Roth
- 1998: Helden in Tirol, Autor: Niki List
- 1999: Wanted, Regie: Harald Sicheritz
- 2010: Todespolka, Regie: Michael Pfeifenberger
- 2010: Die Gipfelzipfler, Comedy-Serie des ORF
- 2011: Weihnachtsengel küsst man nicht
- 2016: Seit Du da bist

Fenz hatte Gastauftritte unter anderem in Tatort (Familiensache), Kommissar Rex, Julia – Eine ungewöhnliche Frau und SOKO Wien.

## Auszeichnungen
- 1969 – Inselpreis für Das Haus der Temperamente
- 1968/1969 – Karl-Skraup-Preis als beste Nachwuchsschauspielerin in Die Ratten
- 2005/2006 – Karl-Skraup-Preis als beste Schauspielerin in Rose Bernd